# Incheon
Incheon (Koreaans: Inch'ŏn, 인천) is een havenstad in Zuid-Korea, net ten westen van de hoofdstad Seoel. De stad heeft ca. 2,9 miljoen inwoners (2020) op een gebied van 964,53 km² en is daarmee de op twee na grootste stad van het land. Incheon is een zelfstandige bestuurlijke eenheid (sinds 1981) binnen de agglomeratie Seoel , een van de grootste stedelijke agglomeraties ter wereld. De eilanden Ganghwa, Yeongjong en Baengnyeong (het meest westelijke punt van Zuid-Korea) horen ook bij Incheon.
De Zuid-Koreaanse overheid heeft de doelstelling om Incheon te ontwikkelen tot een van de belangrijkste economische centra van Azië. De stad heeft een speciale vrije economische zone bij de luchthaven, en de enige officiële Chinatown van Zuid-Korea. In 2007 verklaarde de stad zichzelf tot English City, met het doel de kennis van de Engelse taal door de inwoners op hetzelfde niveau te brengen als in de voormalige Britse koloniën Hongkong en Singapore.
De stad herbergt de organisatie van het Green Climate Fund, een fonds om klimaatverandering aan te pakken.
In Incheon is een keramiekmuseum gevestigd, ontworpen door Alessandro Mendini.

## Geschiedenis
Het gebied waar Incheon ligt wordt al bewoond sinds de jonge steentijd. De stad werd voor het eerst genoemd in 475 maar was onder verschillende namen bekend, onder meer Chemulpo; de naam Incheon kwam in gebruik in 1413.
In 1883 was Incheon nog een kleine vissersplaats. In 1876 werd het Verdrag van Kanghwa getekend met Japan. In het ongelijk verdrag, afgedwongen met kanonneerbootdiplomatie, kregen de Japanners het recht om via drie Koreaanse havens handel te drijven. Incheon was een van deze plaatsen waar een haven zou komen, mede ingegeven door de hoofdstad Seoel die zo'n 40 kilometer ten oosten van de plaats ligt. Er waren geen havenfaciliteiten beschikbaar en in 1883 werd de haven voor verkeer geopend. Met de komt van de haven kwamen er meer mensen in de plaats wonen. In 1887 was 40% van de bevolking buitenlander en dan vooral Japanners. In 1902 vertrok vanuit de haven het eerste schip met 102 emigranten naar de Verenigde Staten. In 1903 kwam bij de haven de eerste vuurtoren van het land.
Op 9 februari 1904, tijdens de Russisch-Japanse Oorlog, vond nabij Incheon een zeeslag plaats, de Slag bij Chemulpo. Tijdens de Tweede Wereldoorlog was er een Japans krijgsgevangenenkamp in de stad.
Op 15 september 1950, tijdens de Koreaanse Oorlog, vond de Slag bij Incheon plaats. Hierbij landden Amerikaanse mariniers op de stranden en namen de stad in om zo de Noord-Koreaanse inval in Zuid-Korea af te snijden. Het Amerikaanse marineschip USS Inchon werd naar deze veldslag vernoemd. In 1982 werd een film over de veldslag uitgebracht, onder de titel Inchon. De film was gefinancierd door de Verenigingskerk van Sun Myung Moon en flopte enorm; hij wordt als een van de slechtste films aller tijden beschouwd.

## Bestuurlijke indeling
De stad is verdeeld in acht stadsdelen (gu) en twee districten (gun):
- Bupyeong-gu (부평구; 富平區)
- Dong-gu (동구; 東區)
- Gyeyang-gu (계양구; 桂陽區)
- Jung-gu (중구; 中區)
- Nam-gu (남구; 南區)
- Namdong-gu (남동구; 南洞區)
- Seo-gu (서구; 西區)
- Yeonsu-gu (연수구; 延壽區)
- Ganghwa-gun (강화군; 江華郡)
- Ongjin-gun (옹진군; 甕津郡)

Incheon International Airport, geopend in 2001, is de grootste luchthaven van Zuid-Korea en de thuisbasis van Korean Air, Asiana Airlines en Cargo 360. Er zijn ook veerdiensten van Incheon naar vier steden in China: Dalian, Qingdao, Tianjin en Weihai. De metro van Incheon is verbonden met die van Seoel.

## Sport
Incheon was een van de steden waar het Wereldkampioenschap voetbal 2002 werd gehouden, in het in 2001 gebouwde Incheon Munhakstadion. De Aziatische Spelen van 2014 vonden in Incheon plaats. Een bekende inwoner van Incheon is de vechtkunstenaar Myung Jae-nam.

## Geboren
- Noh Jung-Yoon (1971), voetballer
- An Hyo-Yeon (1978), voetballer
- Kim Nam-Il (1977), voetballer
- Choi Tae-Uk (1981), voetballer
- Lee Chun-soo (1981), voetballer
- Kim Dong-jin (1982), voetballer
- Park Sung-Ho (1982), voetballer
- Ha Dae-sung (1985), voetballer
- Lee Keun-Ho (1985), voetballer
- Dami Im (1988), zangeres
- Peggy Gou (1991), dj en muziekproducent
- Han Na-lae (1992), tennisspeelster
- Kim Jang-mi (1992), schutster
- Jung Seung-hyun (1994), voetballer
- Jeong Woo-yeong (1999), voetballer
- Lee Kang-in (2001), voetballer

## Stedenbanden
- Anchorage (Verenigde Staten)
- Burbank (Verenigde Staten)
- Dalian (China)
- Honolulu (Verenigde Staten)
- Kitakyushu (Japan)
- Philadelphia (Verenigde Staten)
- Tel Aviv (Israël)
- Tianjin (China)